# Пенджабські мусульмани
Етнічний склад Пакистану (2017)
Пенджабські мусульмани — пенджабці, які є прихильниками ісламу. З населенням понад 112 мільйонів, вони є третьою за чисельністю переважно мусульманською етнічною спільнотою у світі після арабів і бенгальців.
Більшість панджабських мусульман є прихильниками сунітського ісламу, тоді як меншість дотримується шиїтського ісламу. Більшість із них переважно географічно проживають в межах пакистанської провінції Пенджаб, але велика група з них має походження з усього регіону Пенджаб. Мусульмани Пенджабу як своєю рідною мовою розмовляють пенджабською імовою (з персо-арабською писемністю, відомою як шахмухі).

## Ідентичність
Об'єднання різних племен, каст і жителів регіону Пенджаб у ширшу спільну «панджабську» ідентичність почалося з початку XVI століття нашої ери. Однак Пенджаб як мовний, географічний та культурний регіон існував століттями раніше. Інтеграція та асиміляція є важливими частинами пенджабської культури, оскільки пенджабська ідентичність не базується лише на племінних зв'язках. Іслам поширився в регіоні завдяки суфійським місіонерам-святим, чиї дарґи усіяли ландшафт Пенджабу, таким чином ставши вірою для багатьох у XVI столітті. Це сприяло формуванню пенджабської мусульманської ідентичності.

## Історія

### Ранній період
З поширенням ісламу в VII столітті Пенджаб був частиною королівства Такка. До того часу після падіння кушанів буддизм у Пенджабі занепав і в основному зник на початку Х століття. Кілька вчених ототожнюють королівство Такка з королівством аль-Усайфан, король якого, як повідомляє аль-Біладхурі, прийняв іслам під час правління халіфа Аль-Мутасима (833—842). Однак іслам як політична сила з'явився через південний Пенджаб лише після завоювання Сінда Омейядами у VIII столітті. Першою мусульманською державою в Пенджабі став емірат Мултан, створений у 855 році після розпаду Аббасидського халіфату. В ХІ столітті після поразки корінних індуїстських шатріїв від Газневідів мусульмани завоювали північний Пенджаб. Місто Лахор стало процвітаючим містом, яке конкурувало з Газні та фактично було другою столицею імперії.
У Пенджабі навернення до ісламу відбувалося переважно серед скотарських або сільськогосподарських груп, які не були інтегровані в ієрархію соціального класу індуїстської варни, таких як джати, які були відомі мусульманам як зутти. Племена регіону Бар протягом століть контактували з суфійськими містиками, такими як Фаридуддін Ганджшакар, і наверталися до ісламу, хоча й у синкретичній формі. Гахари з плато Потохар були відомі своїми військовими здібностями і поступово прийняли іслам.

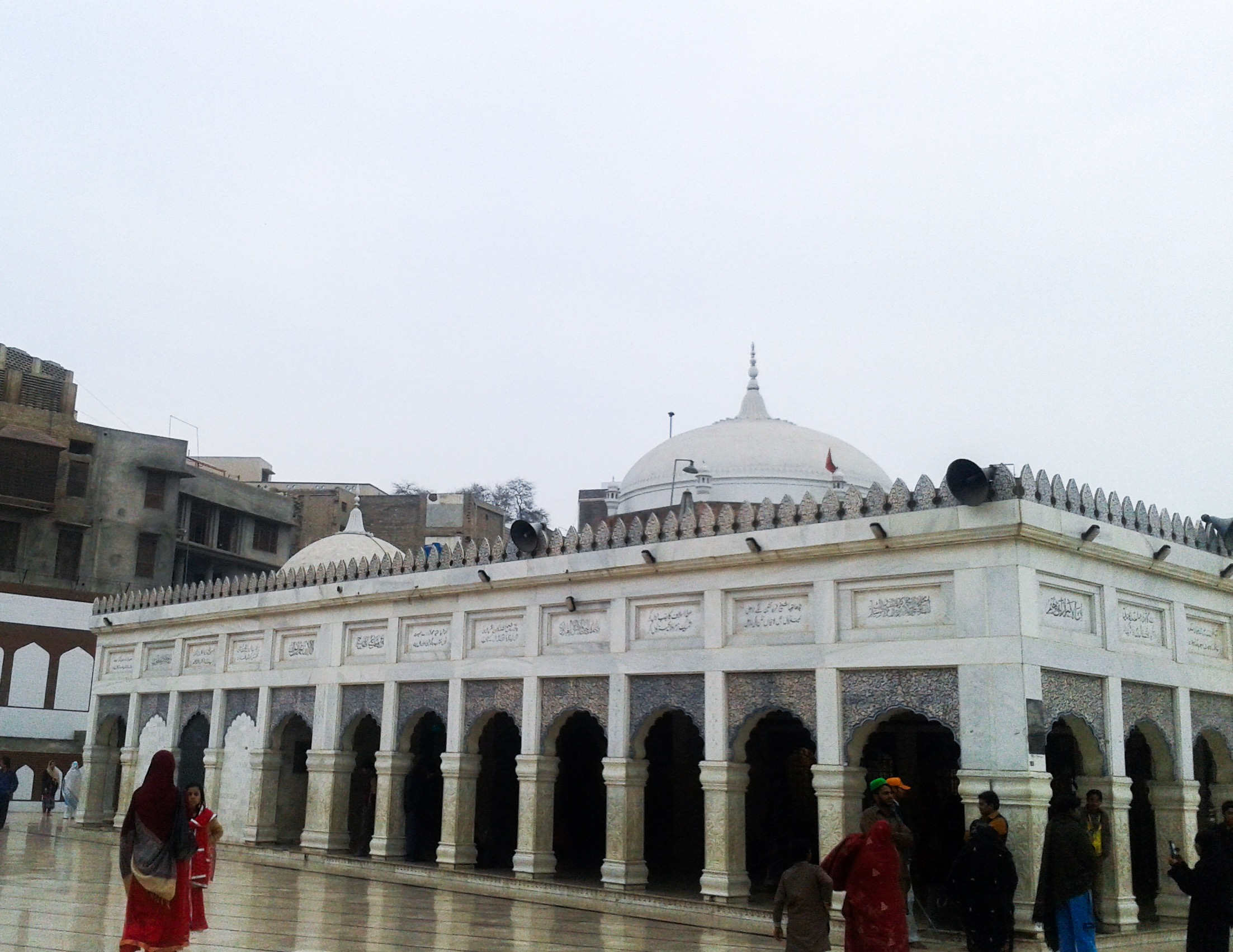
Храм Баби Фаріда, одного з найвидатніших панджабських суфійських святих

### Середньовічний період
У 1161 році Гуріди завоювали місто Газні, змусивши Газневідів перенести свою столицю в Лахор. Однак незабаром Мухаммед Ґорі також вторгся в Пенджаб і 1186 року завоював Лахор і Мултан, поклавши кінець Газневідам. У 1206 році він був убитий у Даміаку ісмаїлітами або пенджабськими хохарами. Один із його рабів-мамелюків, Кутб ад-Дін Айбек, заснував Делійський султанат, де Лахор став першою столицею султанату. Ранній період Делійського султанату бачив кілька монгольських вторгнень у Пенджаб. Остаточно монголи зазнали поразки під час правління династії Хілджі.
В епоху Делійського султанату іслам міцно утвердився в Пенджабі, і такі племена, як хохари, відіграли важливу роль у міждинастичній боротьбі. У 1320 році Газі Малік, колишній губернатор Мултана, повстав проти правління Халджі. За підтримки різних фракцій, включаючи хохарів, він заснував династію Туґлак. Деякі з найдавніших згадок про мову пенджабі відносяться саме до цього періоду.

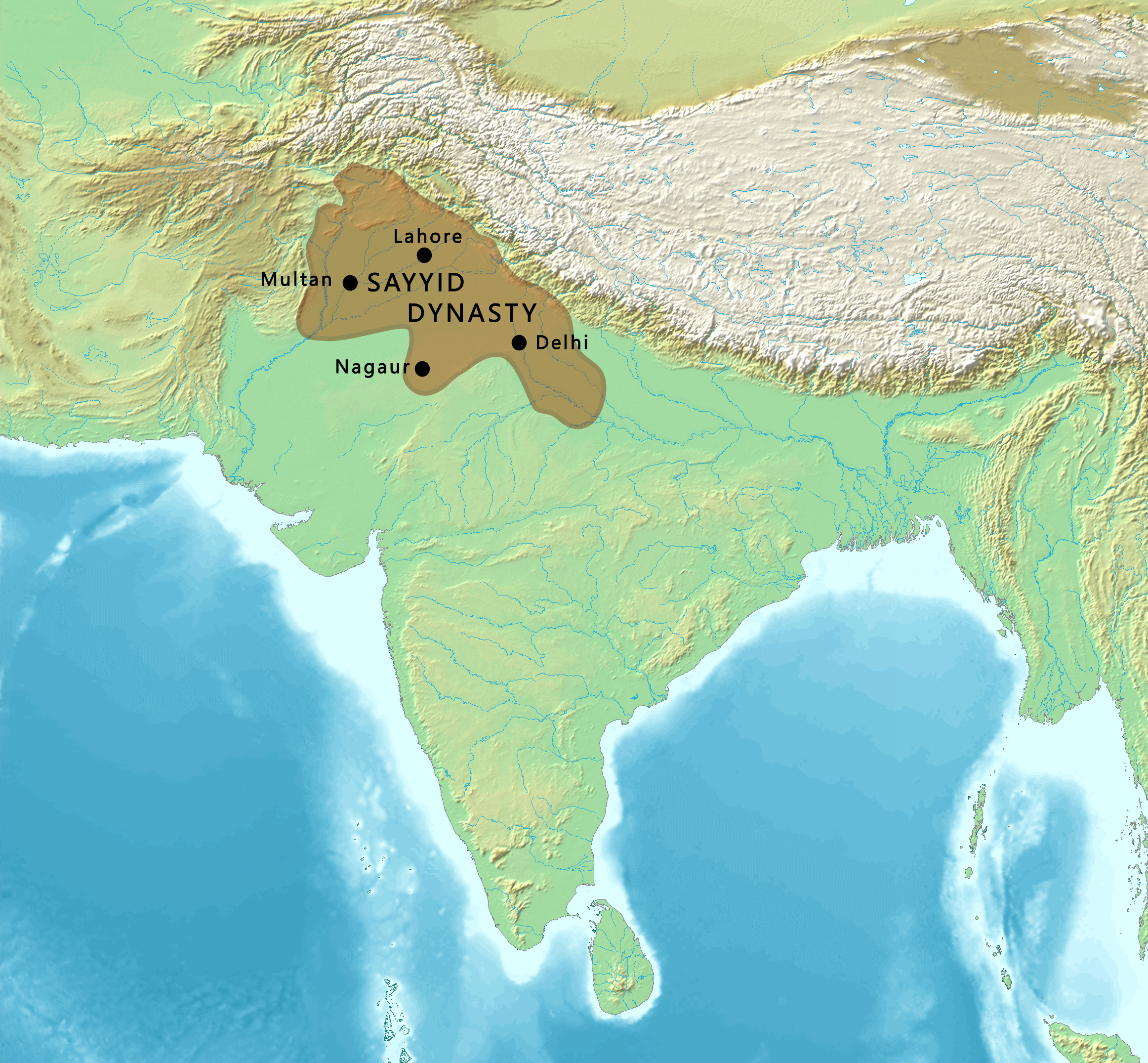
Території Делійського султанату під керівництвом Хізр-хана.

Наприкінці XIV століття династія Туґлаків занепала, і султанат був поділений між різними воєначальниками. Хохари з перервами захоплювали місто Лахор. Скориставшись панівною анархією, у 1398 році жорстоке вторгнення в Делійський султанат очолив Тимур. З 1394 року Лахор перебував під контролем Шейхи Хохара, який чинив опір Тимуру, але зазнав поразки та був вбитий. Після цього Тимур пограбував Делі і винищив його жителів. Влада туглаків розвалилася, що призвело до того, що шляхта заявила про формальну незалежність. У 1414 році династія Туглаків була замінена династією Сайїдів Хізр-хана, панджабського вождя. Значну частину часу Султани-Сайїди присвятили боротьбі проти Джасрата, який був найсильнішим противником делійських султанів у Пенджабі. Південний Пенджаб став незалежним від Делі, коли 1445 року відокремився султанат Ланга. Правителі середньовічного Гуджаратського султанату в західній Індії також описуються як такі, що мають панджабське походження з касти хатрі.

### Ранньомодерний період

#### Імперія Великих Моголів
На початку XVI століття династія Лоді, яка змінила Сейїдів, контролювала трохи більше, ніж регіон навколо Лахора в Пенджабі. У 1525 році імператор Моголів Бабур вторгся в Делійський султанат і завоював його, перемігши Ібрагіма Лоді в першій битві при Паніпаті. Гахари з Потохара залишилися вірними дому Бабура після того, як під Хумаюном Шер Шах Сурі скинув Великих Моголів. Це змусило Шер Шах Сурі вторгнутися в Потогар, а місцевий вождь Саранг Хан загинув, борючись проти нього. Проте гахарці продовжували свій опір навіть після того, як міністр Шер Шаха Сурі Тодар Мал побудував у регіоні форт Рохтас. Вожді Гахарів, такі як Камал Хан, були частиною знаті Моголів, коли Хумаюн повернув Делі після перемоги над династією Сур у Другій битві при Паніпаті.
За Айн-і-Акбарі, написаним під час правління Акбара, регіон Пенджаб був поділений на провінції Лахор і Мултан. Мусульмани становили більшість у південному Пенджабі до XVI століття, і остаточна пенджабська ідентичність сформувалася, коли в XVII столітті чужаки почали називати жителів Пенджабу пенджабцями. Кілька пенджабських мусульман піднялися до високих рангів у період Великих Моголів, наприклад великий візир (прем'єр-міністр) Саадулла Хан (1645—1656). Належав до клану Тахім із Чініот. Саадулла-хан керував будівництвом кількох пам'ятників Моголів, включаючи Тадж Махал, під керівництвом архітектора Устада Ахмада Лахорі, який також був із Пенджабу, і очолив армію Моголів у Балх 1646 року під час війни Шах-Джахана проти Сефевідів. Вазір Хан з Чініот також був великим візиром на початку епохи Шах Джахані.
Смерть Аурангзеба 1707 року поклала початок занепаду влади Великих Моголів у XVIII столітті. Між 1712 і 1719 роками Бархас, династія королів селянського походження з Пенджабу, здійснювала фактичний контроль над Імперією Великих Моголів. Влада Моголів у Пенджабі залишалася в руках навабів, які номінально підпорядковувалися імператору Моголів у Делі; однак він зазнав краху в Пенджабі після смерті Мір Манну в 1753 році. Останній наваб Пенджабу, Адіна Бег був панджабським араїном, який намагався зробити Пенджаб незалежним. Після своєї передчасної смерті в 1758 році Ахмад-шах Дуррані безпосередньо анексував регіон. Пенджаб постраждав від восьми вторгнень афганців Дуррані між 1748 і 1767 роками, які спустошили регіон.
Протягом цих століть правління Великих Моголів пенджабські мусульмани заснували великі інститути ісламської цивілізації в таких містах, як Лахор і Сіалкот. Пенджабські мусульманські вчені користувалися «великим попитом», викладаючи ісламські науки аж до Центральної Азії, в таких містах, як Бухара, і навіть протягом свого життя вважалися там авлія (святими). Лахорський клан Камбох також дав багато відомих учених і адміністраторів. Інші впливові мусульманські вчені, які народилися в Пенджабі за часів Великих Моголів, включають Абдула Хакіма Сіалкоті та Ахмада Сіргінді. Між 1761 і 1799 роками південноіндійським королівством Майсур правив Гайдер Алі, який, за твердженням, був пенджабським авантюристом у армії Майсура, і його син Тіпу Султан. Тіпу Султан, якого широко називають борцем за незалежність в Південній Азії, очолював Майсур під час англо-майсурських воєн, а також був піонером сучасної ракетної техніки.

#### Імперія сикхів

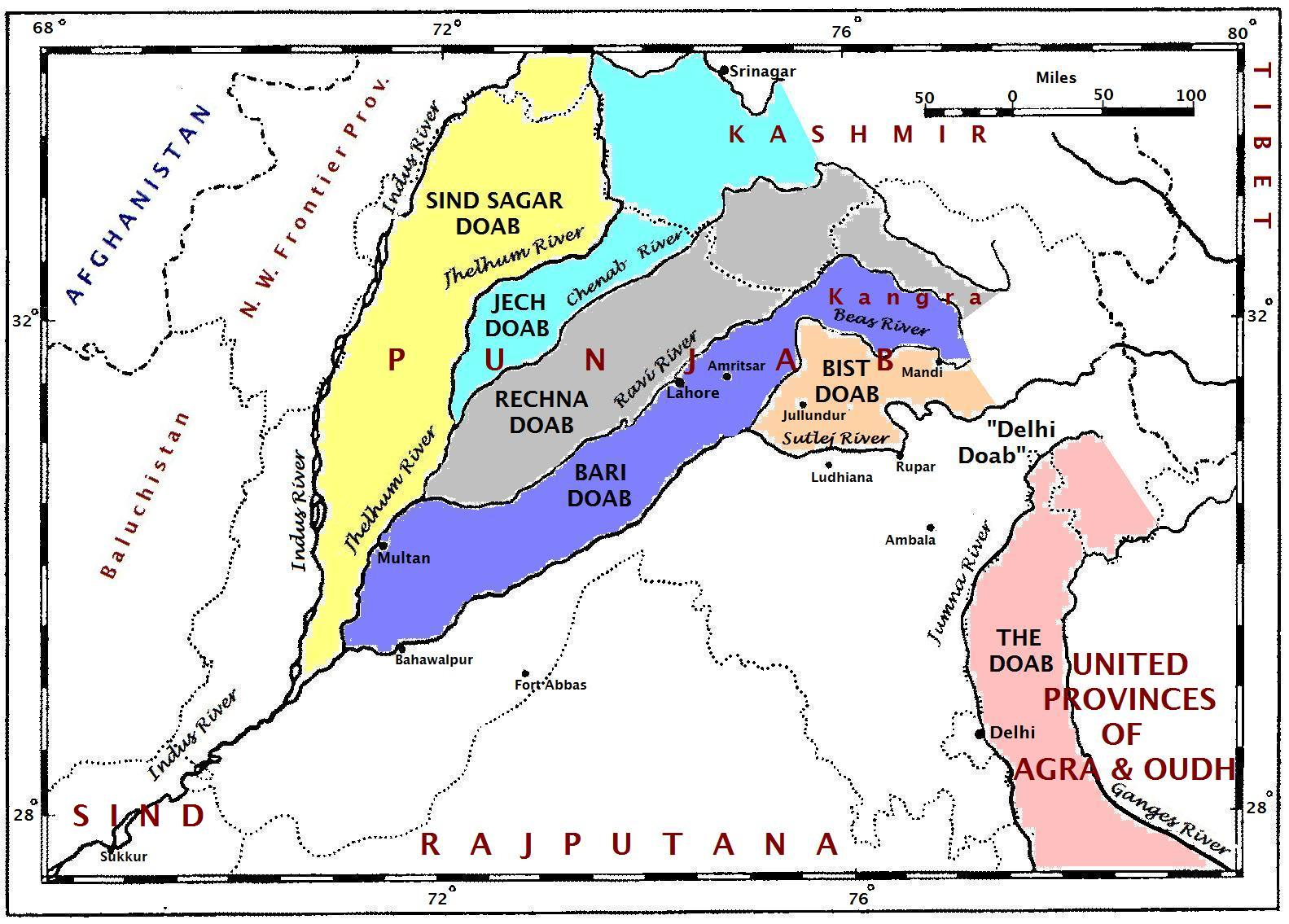
Карта Доабса в Пенджабі

Ахмад Шах Дуррані та його наступники не змогли зберегти контроль над Пенджабом, за винятком Аттока, Касуру та Мултану, де були розташовані великі афганські колонії. Пенджаб був поділений на дрібні мусульманські та сикхські вождівства. Ситуація залишалася такою, поки Ранджит Сінґх 1799 року взяв Лахор.
Двома важливими панджабськими мусульманськими державами, які існували в Пенджабі у XVIII столітті, були Сіали та Гакхари. Гакхари під керівництвом султана Мукарраб-хана (правління 1738—1769) встановили панування над Потохаром і Чадж-Доабом, тоді як Сіали зі столицею в Джангу завоювали Нижню Рахну та Сінд Сагар-Доаб під керівництвом свого вождя Інаятуллаха-хана (правління 1747—1787). Однак сикхи, які виникли в центральному Пенджабі, поступово розширювалися на захід. Завдяки своїй найкращій військовій підготовці та дисципліні в європейському стилі сикхи під керівництвом Ранджит Сінґха не лише отримали контроль над більшою частиною Пенджабу, але й у афганців Дуррані завоювали Кашмір (1818), Мултан (1818) і Пешавар (1833). Лише держава Бахавалпур, який тоді перебував під владою Даудпотри Наваба, залишився незалежною від сикхського режиму. Зі смертю Ранджит Сінґха в 1839 році влада сикхів занепала. Після поразки в англо-сикхських війнах 1849 року їхня територія була анексована Британською Ост-Індською компанією.
Погляди на правління імперії сикхів неоднозначні серед різних пенджабських мусульманських груп. Частина пенджабських активістів у Пакистані позитивно ставиться до Ранджита Сінґха, але загалом ставлення до нього залишається переважно негативним. Пенджабські мусульманські історики середини ХІХ століття, такі як Шахамат Алі, який особисто пережив імперію сикхів, представили інший погляд на імперію та правління Ранджит Сінґха. За словами Алі, уряд Ранджит Сінґха був деспотичним, і, на відміну від Великих Моголів, він був підлим монархом. Його розповідь зображує Ранджіта Сінґха як лідера своєї армії Халса у «ненаситному апетиті до грабунку», їхньому прагненні «нових міст для пограбування» та ліквідації епохи Великих Моголів «посередників між селянином-культиватором і скарбницею, що перехоплює доходи». Як символічне утвердження влади, сикхи регулярно оскверняли мусульманські місця поклоніння, включаючи закриття мечеті Джамія Масджид у Шрінагарі та перетворення мечеті Бад Шахі в Лахорі на склад боєприпасів і конюшню, але імперія все ще зберігала перські адміністративні інституції та придворний етикет; сикхські срібні рупії карбувалися на могольському штандарті з перськими легендами.
Історик Робіна Ясмін, з іншого боку, виступає проти стереотипних наративів про нібито антимусульманське гноблення з боку сикхської імперії. Дослідивши сучасні джерела, що зберігаються в архівах Факір-Хана в Пакистані та Англії, вона дійшла висновку, що сикхські правителі були світськими і дозволяли своїм підданим-мусульманам вільно сповідувати свою релігію. Вона також вказує на той факт, що за часів правління імперії сикхів у Пенджабі з боку мусульман не було жодного випадку повстання проти сикхської влади. Вона також стверджує, що будь-які переконання про жорстоке поводження з мусульманами ґрунтуються на неправильному розумінні стану мусульманської громади під час імперії сикхів.

### Колоніальний період
До британської анексії Пенджабу усвідомлення пенджабської ідентичності було в зеніті. У 1840-х роках пенджабський мусульманський поет Шах Мохаммад розглядав англо-сикхські війни як війну між Пенджабом і Хіндом (Індія). У колоніальний період ідентичність громад витіснила регіональну, і пенджабські мусульмани дедалі більше відмовлялися від мови панджабі на користь мови урду та перської писемності.

#### Релігійний синкретизм
Під час колоніальної ери практика релігійного синкретизму серед пенджабських мусульман і пенджабських індуїстів була відмічена та задокументована офіційними особами у звітах про перепис населення:
«В інших частинах провінції також помітні сліди індуїстських свят серед мусульман. У західному Пенджабі Байсахі, новий рік індусів, святкується як сільськогосподарське свято всіма мусульманами, які беруть участь у перегонах биків, прив'язаних до колодязя, під бій том-томів, і великі натовпи людей збираються, щоб побачити це видовище. Перегони називаються Байсахі і є улюбленою розвагою на добре зрошуваних ділянках. Процесії тазіатів у Мухаррам під акомпанемент том-томів, фехтувальників і оркестрів, що грають на флейтах та інших музичних інструментах (що не схвалюється ортодоксальними мусульманами), а також створення сабілів (притулків, де роздають воду і шарбат) явно перебувають під впливом подібних практик індуїстських фестивалів, тоді як ілюмінації на таких заходах, як ярмарок Чіраган у Шаламарі (Лахор), безсумнівно, є практиками, що відповідають святковому інстинкту новонавернених індуїстів»:174. 

Уривок з перепису населення Індії (провінція Пенджаб), 1911 рік

#### Війна за незалежність (1857)
Звістка про повстання 1857 року дійшла до Пенджабу досить пізно. 7 липня 1857 року у Джелумі в Пенджабі відбулося повстання, під час якого загинуло 35 британських солдатів. Серед загиблих був капітан Френсіс Спрінг, старший син полковника Вільяма Спрінга. 9 липня більша частина бригади сипаїв у Сіалкоті повстала і почала рухатися до Делі. Коли повсталі намагалися перетнути річку Раві, вони були перехоплені Джоном Ніколсоном з рівними британськими силами. Після постійних, але безуспішних боїв протягом кількох годин сипаї спробували відступити через річку, але потрапили в пастку на острові, і зазнали поразки від Ніколсона в битві при Трімму-Гат.:290–293 Однак головним противником британського панування в Пенджабі був Рай Ахмад Хан з клану Харрал, який три місяці вів проти них війну в центральному Пенджабі. Він загинув 21 вересня 1857 року в сутичці з британськими колоніальними військами, завдавши британцям великих втрат.

#### У британсько-індійській армії
Пенджабські мусульмани, класифіковані британськими колонізаторами як «військова раса», становили значну частину британської індійської армії. Британський вчений Девід Оміссі назвав їх найбільшою групою в обох світових війнах, напередодні Другої світової війни вони становили близько 29 % від загальної чисельності індійських вояків. Через ці причини інший британський вчений, Кейт Імі, пише, що «пенджабські мусульмани були справжнім кістяком індійської армії».
Однак була також історія народного опору панджабських мусульман проти британського колоніалізму, зокрема під час індійського повстання 1857 року за участю таких, як Раі Ахмад Хан Харал, факти, які, за словами історика Тураб-уль-Хассана Саргани, були підірвані, оскільки еліти Пенджабу ті, хто співпрацював з британцями, є тими, хто все ще керує Пакистаном сьогодні.

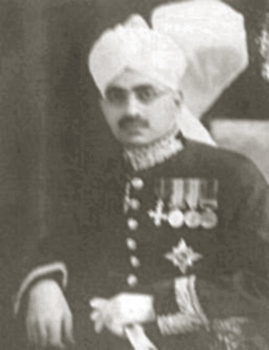
Сер Сікандар Хаят Хан був першим прем'єр-міністром Пенджабу

#### Адміністративні реформи
Закон про уряд Індії 1935 року запровадив провінційну автономію в Пенджабі, замінивши систему двовладдя. Він передбачав створення Законодавчої асамблеї Пенджабу зі 175 членів під головуванням спікера та виконавчого уряду, відповідального перед Асамблеєю. 1937 року Юніоністська партія під керівництвом пенджабського мусульманина сера Сікандара Хаят Хана сформувала уряд. 1942 року наступником сера Сікандара став Малік Хізар Хаят Тівана, який залишався прем'єр-міністром до поділу в 1947 році. Незважаючи на те, що строк повноважень Асамблеї становив п'ять років, Асамблея працювала приблизно вісім років, і її останнє засідання відбулося 19 березня 1945 року.

#### Меджліс Ахрар Іслам
Протягом 1930-х і 1940-х років домінуючою політичною силою серед пенджабців стала Меджліс-е-Ахрар-і-Іслам, антиколоніальна ісламістська політична партія, заснована в 1929 році як відгалуження Руху халіфатів і тісного партнера Індійського національного конгресу. Мусульмани, особливо серед нижчих середніх ешелонів і класів ремісників, Ахрар мають різноманітність ісламських шкіл, але загалом підтримував інтерпретацію Деобанді з ісламським соціалістичним підходом.

### Після здобуття незалежності
Під час Розділ Британської Індії 1947 року мільйони мусульмае мігрували зі Східного Пенджабу до Західного Пенджабу, рятуючись від насильства з боку індуїстських і сикхських ополчень. Після здобуття незалежності бенгальці склали етнічну більшість Пакистану, за ними йшли пенджабці. Після 1971 року пенджабці стали етнічною більшістю.

## Культура

### Суфізм
Велику роль в історії Пенджабу відіграв суфізм. Багато видатних суфійських святих народилися в Пенджабі, зокрема Фарідуддін Ганджшакар, Варіс Шах і Булле Шах.

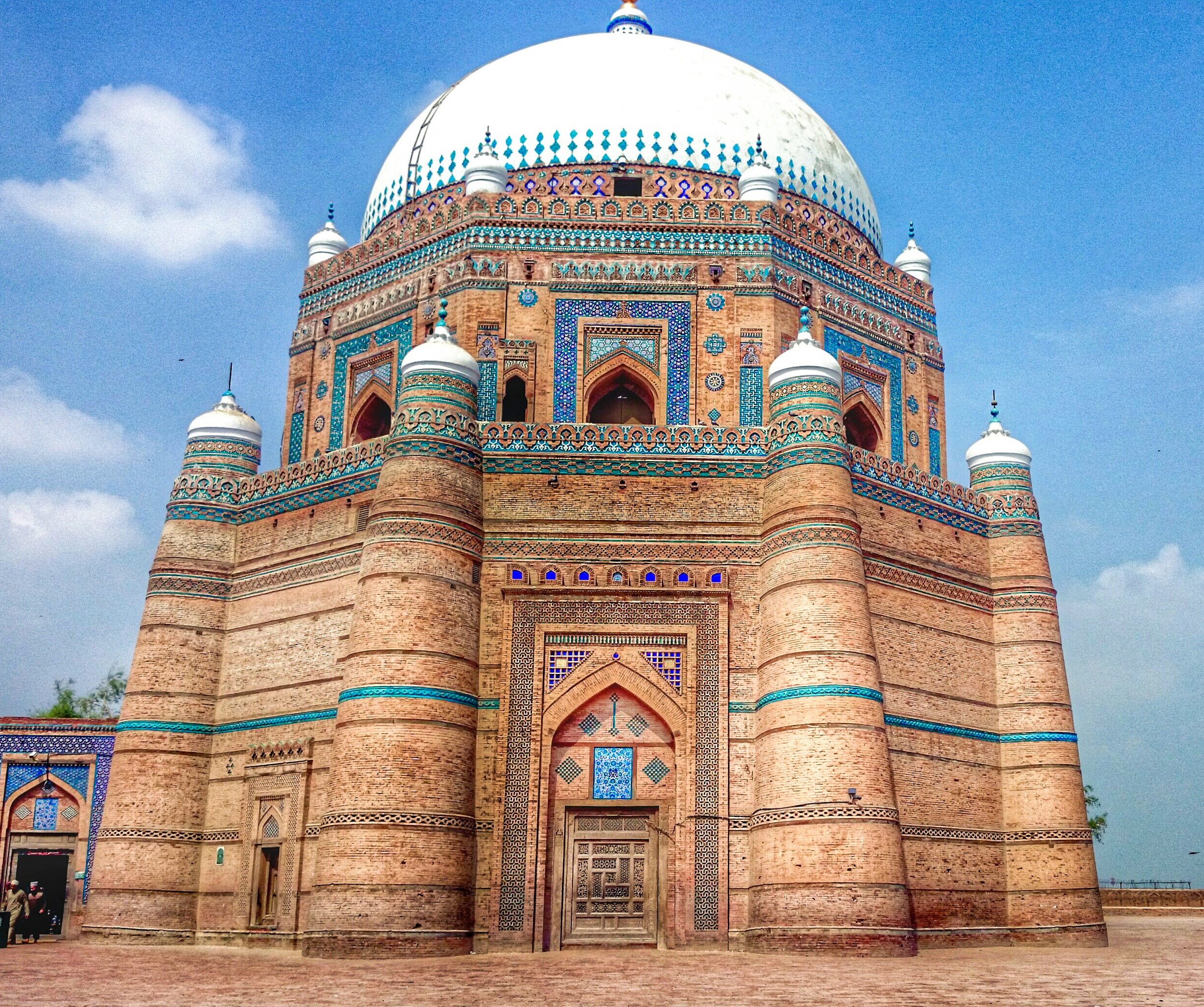
Святиня пенджабського суфійського святого Рукн-е-Алам у Мултані XIII століття

### Мова
Пенджабські мусульмани зробили великий внесок у розвиток пенджабі мови. Фарідуддін Ганджшакар (1179—1266) визнаний першим великим пенджабомовним поетом. Приблизно з ХІІ до ХІХ століття багато великих суфійських святих і поетів проповідували панджабською мовою, найвидатнішим з яких був Булле Шах. Пенджабська суфійська поезія також розвивалася за Шаха Хусейна (1538—1599), Султана Баху (1630—1691), Шаха Шарафа (1640—1724), Алі Гайдера (1690—1785), Варіс Шаха (1722—1798), Салеха Мухаммада Сафурі (1747—1826), Міан Мухаммед Бакш (1830—1907) і Хваджа Гулам Фарід (1845—1901).

### Музика
Пенджабська музика використовується західними музикантами у різні способи, наприклад, міксується з іншими композиціями. Суфійська музика та каввалі, що широко практикуються в Пенджабі, Пакистан, є іншими важливими жанрами в регіоні Пенджаб.
Народна музика Пенджабу — традиційна музика Пенджабу, створена за допомогою традиційних музичних інструментів, таких як тумба, алгоза, дхадд, сарангі, чімта тощо. Існує широкий вибір народних пісень для будь-якого випадку від народження до смерті, включаючи весілля, фестивалі, ярмарки та релігійні церемонії.

## Демографія
Пенджабські мусульмани зустрічаються майже виключно в Пакистані, причому 98 % панджабців, які живуть у Пакистані, сповідують іслам, на відміну від пенджабських сикхів та пенджабських індусів, які переважно живуть в Індії. Таким чином, релігійна однорідність залишається невловимою, оскільки переважає сунітське населення з шиїтською, ахмадіяйською та християнською меншинами.

### Чисельність
Хоча загальна чисельність населення Пенджабу становить 127 мільйонів, як зазначено в переписі населення Пакистану 2023 року, етнічні пенджабці складають приблизно 44,7 % населення країни. Етнічні пенджабці, тобто без урахування місцевих жителів кашмірців, пуштунів і белуджів, налічують у Пакистані приблизно 111 303 000 мільйонів; це робить пенджабців найбільшою етнічною групою в Пакистані за кількістю населення.

### Племена і клани
Пенджабське мусульманське суспільство зосереджено навколо концепції бирадері (برادری), соціальне братство всередині племені та роду.
Основними племенами та кланами серед панджабських мусульман є джати, раджпути, араїни, ансарі, шейхи, гуджари та авани.
У своїй книзі "Армії Індії " 1911 року британський майор сер Джордж Флетчер Макманн писав, що мусульмани Пенджабу «представляють багато змішаних рас, але в основному складаються з племен раджпутів, навернених до ісламу в різні часи в минулому».